# Opius fischeri
Opius fischeri är en stekelart som beskrevs av Papp 1981. Opius fischeri ingår i släktet Opius och familjen bracksteklar. Inga underarter finns listade i Catalogue of Life.